# Derek Tran
Derek Truyen Tran (vietnamita: Trần Đức Truyền; Contea di Los Angeles, 22 dicembre 1980) è un politico statunitense, membro della Camera dei Rappresentanti per lo stato della California dal 2025.

## Biografia

### Formazione e vita professionale
Tran nacque nella contea di Los Angeles da genitori rifugiati vietnamiti. Suo padre fu uno dei boat people fuggiti dopo la caduta di Saigon nel 1975, ma la barca su cui viaggiava si rovesciò, uccidendo sua moglie e i suoi figli; rientrato in Vietnam, conobbe quella che sarebbe divenuta la madre di suo figlio Derek e insieme a lei si trasferì negli Stati Uniti.
A diciott'anni, Derek Tran si arruolò nell'esercito, dove restò per i successivi otto anni. Frequentò la Bentley University e il Glendale University College of Law, conseguendo la laurea in giurisprudenza. Nel 2012 si trasferì nella contea di Orange.
Svolse la professione di avvocato fondando il proprio studio legale ad Huntington Beach, specializzandosi in diritto del lavoro e tutela del consumatore.
Fu membro del consiglio di amministrazione della Consumer Attorneys Association of America e con sua moglie divenne co-proprietario di una farmacia ad Anaheim.

### Carriera politica
Entrato in politica con il Partito Democratico, nel 2023 annunciò la propria candidatura per la Camera dei Rappresentanti nelle elezioni parlamentari del 2024. Giunse secondo nelle primarie, alle spalle della deputata repubblicana in carica da due mandati Michelle Steel e avanzò al ballottaggio con lei, superando per poco più di trecento voti la terza classificata.

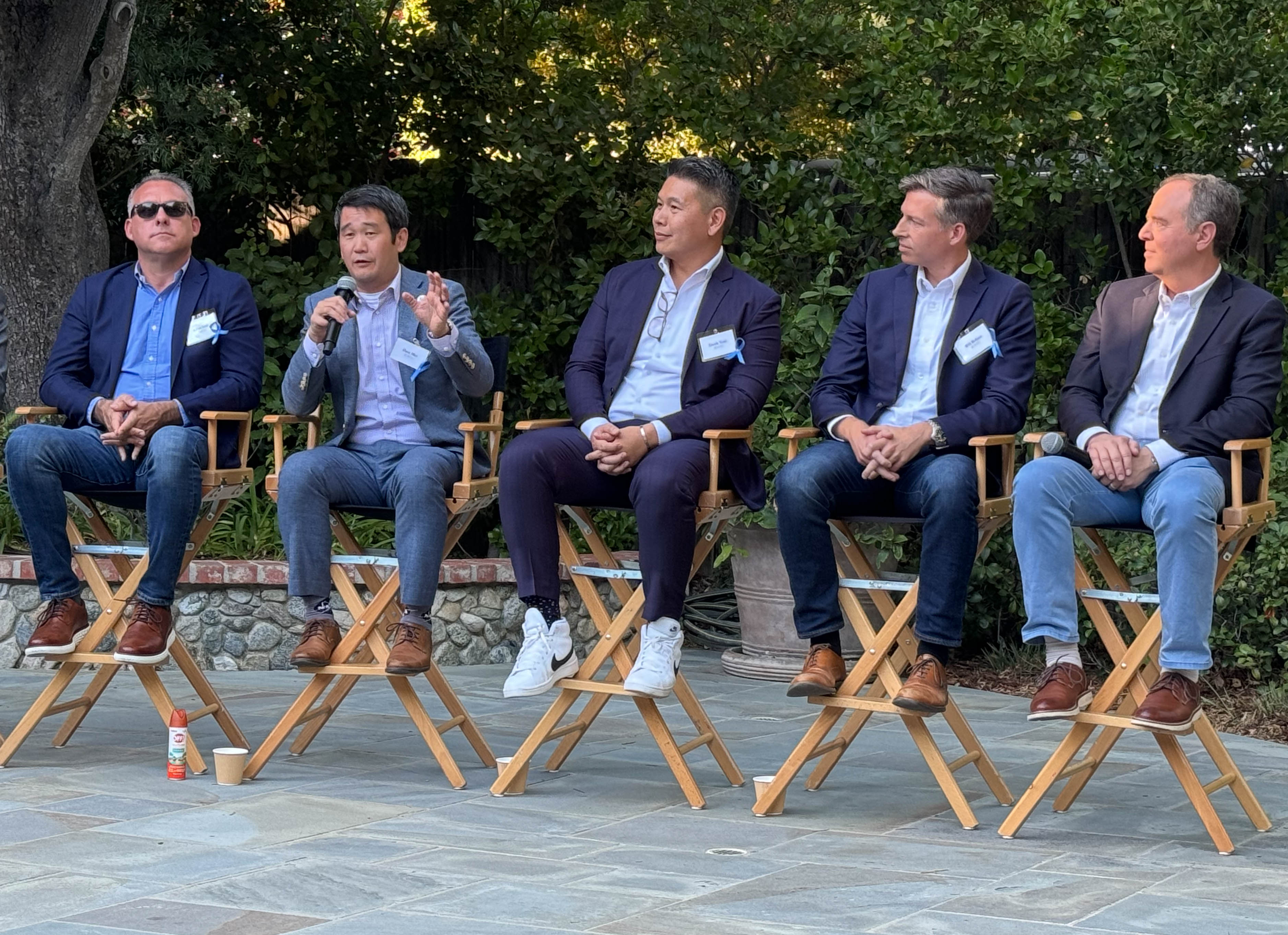
Derek Tran ad un evento pubblico con altri candidati democratici al Congresso

La campagna elettorale fu particolarmente combattuta, in quanto il distretto congressuale rappresentato da Michelle Steel era stato vinto da Joe Biden nelle presidenziali del 2020: la sfida fra Tran e Steel fu stimata come la più costosa della nazione in quella tornata elettorale.
Entrambi i candidati erano di origine asiatica, componente importante per via della forte composizione asiatica nella demografia di quella circoscrizione elettorale: gli elettori asiatici rappresentavano infatti il 39% della popolazione del distretto. La conseguenza fu che entrambi i candidati cercarono di rappresentarsi come fortemente legati alle loro origini: Michelle Steel sostenne di aver lavorato con la comunità vietnamita del distretto molto meglio di Tran, che bollò l'affermazione come "offensiva e vergognosa". Il New York Post evidenziò che Tran si serviva di un interprete durante le interviste, gettando dubbi sulla sua padronanza della lingua vietnamita e la sua avversaria sfruttò la questione per attaccarlo. In un'intervista con il Los Angeles Times, Tran ammise di aver perduto fluidità nel parlare il vietnamita e definì "stentato" il suo utilizzo della lingua.
I due candidati si scambiarono inoltre reciproche accuse di legami con il comunismo: Tran affermò che il marito di Michelle Steel avesse intascato tangenti dal Partito Comunista Cinese e sostenne che, mentre i suoi genitori fossero giunti in America per scappare dal regime, la sua avversaria fosse emigrata per ragioni economiche. Le dichiarazioni di Tran vennero stigmatizzate da diverse associazioni appartenenti alla comunità asiatica. Il Los Angeles Times pubblicò la notizia secondo cui la campagna elettorale di Michelle Steel stesse diffondendo messaggi in cui accostava la figura di Tran a quella di Mao Zedong e lei replicò sostenendo di essere stata provocata dai comportamenti dell'avversario. Le ripicche tra i due contendenti portarono alcune associazioni ad indirizzare loro una lettera aperta in cui li invitavano a non utilizzare questo tipo di retorica nella campagna elettorale.
Derek Tran ottenne l'appoggio pubblico di importanti esponenti del Partito Democratico, tra cui Hakeem Jeffries e Bill Clinton.
Al termine della sfida, Derek Tran prevalse su Michelle Steel per soli 653 voti, in quella che fu una delle gare più combattute della tornata.

### Posizioni politiche
Durante la campagna elettorale, Tran rifiutò le donazioni finanziarie da parte dell'industria dei combustibili fossili e si espresse a favore delle energie rinnovabili.
Si schierò a favore del diritto all'aborto e supportò Planned Parenthood.
Sostenne inoltre i controlli sui precedenti per l'acquisto di armi e il divieto di vendita di armi d'assalto, nonché maggiori investimenti pubblici in programmi di prevenzione della violenza armata.

### Vita privata
Sposato con Michelle Nguyen, è padre di tre figli.
Derek Tran professa la fede buddista.